# Rubus glabricarpus
Rubus glabricarpus är en rosväxtart som beskrevs av Cheng. Rubus glabricarpus ingår i släktet rubusar, och familjen rosväxter. Utöver nominatformen finns också underarten R. g. glabratus.